# Pilote & Charlie
Pilote & Charlie est un magazine mensuel de bandes dessinées créé en mars 1986 par la fusion du magazine mensuel Pilote et du magazine Charlie Mensuel. Il n'y aura que 27 numéros jusqu'en juillet 1988. Les numéros suivants reprennent le nom Pilote.
Le rédacteur en chef  — qui était celui de Charlie Mensuel —  est Philippe Mellot pour la totalité des 27 numéros. Il continuera à l'être au numéro suivant, sous le nom de Pilote.